# تيرا هيلادا
تيرا هيلادا هو مصطلح إسباني يعني (الأرض المتجمدة), ويطلق على أعالي المرتفعات المدارية التي يزيد ارتفاعها عن 15,000 قدم (أو حوالي 4,500 م). وذلك فوق خط الأشجار, وفي هذه المنطقة تنمو الأعشاب الألبية, وتسود الثلاجات (المناطق التي لا يذوب فيها الثلج) الدائمة.